# Maxillaria dichaeoides
Maxillaria dichaeoides är en orkidéart som beskrevs av David Edward Bennett och Eric Alston Christenson. Maxillaria dichaeoides ingår i släktet Maxillaria och familjen orkidéer.
Artens utbredningsområde är Peru. Inga underarter finns listade i Catalogue of Life.